# Fogliaro
Fogliaro è una frazione della città di Varese posta nel quadrante nordoccidentale dell'area urbana, confinante con Velate e Sant'Ambrogio Olona. Nel quartiere hanno ubicazione numerose case eclettiche e liberty costruite a partire da fine '800.

## Origine del nome
Secondo la tradizione il nome "fogliaro" deriva dal fatto che nel villaggio ci fossero "molte foglie", inteso come moltissime piante.

## Storia
Nel 1786 Fogliaro con Velate entrò per un quinquennio a far parte dell'effimera Provincia di Varese, per poi cambiare continuamente i riferimenti amministrativi nel 1791, nel 1798 e nel 1799. Alla proclamazione del Regno d'Italia nel 1805 risultava avere 630 abitanti. Nel 1809 e fino al ritorno degli austriaci il comune si allargò su risultanza di un regio decreto di Napoleone che gli annesse Santa Maria del Monte e Sant'Ambrogio Olona.

## Monumenti e architetture

### Ville
Fogliaro è composto principalmente da case e ville in stile liberty o eclettico di fine '800 e inizio '900. Tra cui:
- Villa Bollani
- Villa Bonomi
- Villa Fabozzi
- Villa Geltrude
- Villa Moneta
- Villa Iris
- Villa Conti
- Villa Tavecchia
- Villa Via Cellini 17
- Villa Vitale
- Villa Ambra
- Villa Deliliers

### Architetture religiose
- Chiesa di San Giuseppe

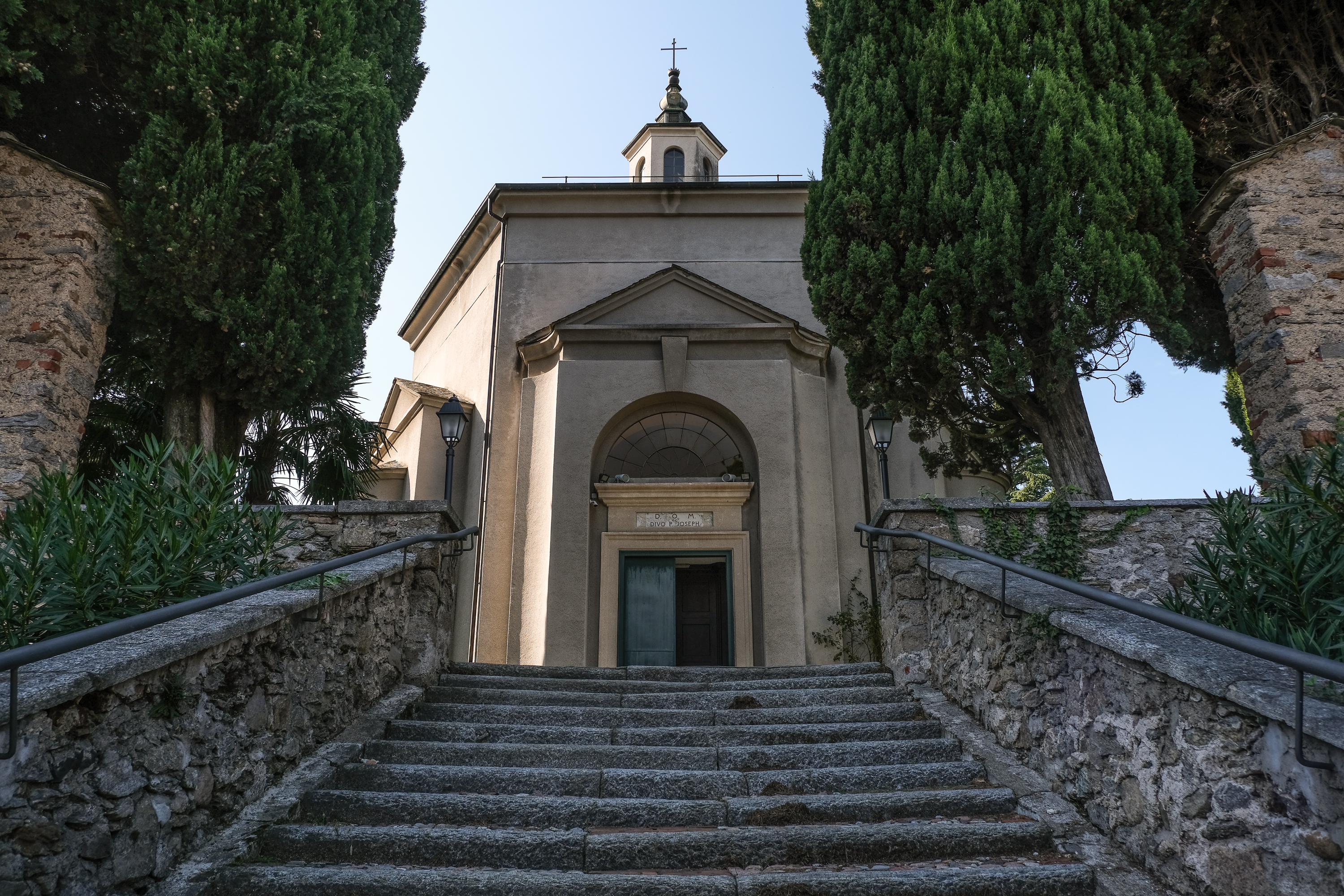
Scalinata della Parrocchia di S.Giuseppe

- Chiesa di Santa Caterina d'Alessandria